# Dagur Kári
Dagur Kári Pétursson, conosciuto come Dagur Kári (Parigi, 12 dicembre 1973), è un regista e musicista islandese.

## Biografia
Nato a Parigi da genitori islandesi, torna nella madrepatria all'età di 3 anni. Si diploma presso la Scuola Nazione di Cinema Della Danimarca nel 1999, realizzando il cortometraggio Lost weekend. La pellicola riscuote un discreto successo guadagnando 11 premi nel circuito internazionale dei festival.
Il suo primo lungometraggio Nói albinói esce nelle sale cinematografiche nel 2003, seguito poi nel 2005 da Dark Horse, proiettato per la sezione Un Certain Regard al Festival di Cannes di quell'anno.
Nel 2008 ultima le riprese del suo primo film girato interamente in lingua inglese, The Good Heart, interpretato da Brian Cox, Paul Dano e Isild Le Besco.
Suona inoltre nella band Slowblow, con i quali ha composto le musiche per il suo Nói albinói.

## Filmografia
- Old spice (1999)
- Lost weekend (1999)
- Dramarama (2001)
- Nói albinói (2003)
- Dark Horse (2005)
- Voksne mennesker (2005)
- The Good Heart - Carissimi nemici (The Good Heart) (2009)
- Virgin Mountain (2015)